# Oskar Schlömilch
Oskar Schlömilch (Weimar, 13 de abril de 1823 — Dresde, 7 de febrero de 1901) fue un matemático alemán. Se le debe el teorema que lleva su nombre.
Schlömilch estudió matemáticas y filosofía en Berlín, Jena y Viena. Fue profesor en Jena, y en 1849 obtuvo la cátedra de matemáticas superiores y mecánica analítica en Dresde. Trabajó luego en el Ministerio de Cultura y fue director de la enseñanza profesional en Sajonia. Publicó varios de sus trabajos, entre los que destacan Características de la representación científica de la geometría del área, Geometría analítica del área, Libro de texto de la mecánica analítica y Manual de análisis algebraico.
También fue editor junto a un amigo de la revista Magazine sobre matemáticas y física, cuya primera edición fue publicada en 1856. Publicó también unos "Aforismos filosóficos de un matemático".

## Publicaciones
- Handbuch der mathematischen Analysis, 1845
- Handbuch der Differential- und Integralrechnung, 1847
- Theorie der Differenzen und Summen Ein Lehrbuch, 1848
- Analytische Studien: Theorie der Gammafunktionen, 1848
- Die allgemeine Umkehrung gegebener Funktionen, 1849
- Mathematische Abhandlungen, 1850
- Die Reihenentwickelungen der Differenzial- und Integralrechnung, 1851
- Handbuch der algebraischen Analysis, 1851
- Der Attractionscalcül, 1851
- Compendium der höheren Analysis, 1853
- Lehrbuch der analytischen Geometrie, bearb. von O. Fort und O. Schlömilch, 1855
- Grundzüge einer wissenschaftlichen Darstellung der Geometrie des Maases, 1859
- Compendium der höheren Analysis Erster Band, 1862
- Compendium der höheren Analysis : in zwei Bänden (enlace roto disponible en Internet Archive; véase el historial, la primera versión y la última)., 1862